# Immeuble Liberté
L'immeuble Liberté, aussi appelé Le Liberté  ou 17 étages, est un immeuble de Casablanca, au Maroc, construit entre 1949 et 1951 par l'architecte suisse Léonard René Morandi. Il était à sa construction l'un des plus hauts immeubles d'Afrique.

## Localisation
Le Liberté s'élève sur l'actuelle place Lemaigre-Dubreuil (anciennement rond-point de la Révolution française), au croisement entre la rue Al Bassatine (anciennement rue du Général-Roques) et le boulevard de la Liberté, dans le centre de Casablanca. 

## Histoire
Cet immeuble de 17 étages et d'une hauteur de 78 mètres est un des premiers gratte-ciels de 16 étages et plus d'Afrique. 
Léonard Morandi fit un voyage prospectif au Maroc fin 1946, sur la suggestion de son beau-père Henri Lumière, lequel avait identifié des besoins urbains ultérieurement avérés, notamment la construction d'immeubles en copropriété. Il s'installa définitivement à Casablanca en 1947, obtenant l'autorisation d'exercer en octobre 1948 et se vit rapidement demander la construction d'un grand immeuble d'habitations et de bureaux pour le compte de trois entrepreneurs de Lyon, Grenoble et Marseille. 
Le Liberté fut entre autres occupé par Jacques Lemaigre Dubreuil qui soutint l'indépendance du Maroc. Il fut assassiné au pied de l'immeuble en 1955, et la place où il se trouve fut renommée en son nom (anciennement « place de la Révolution française »).

## Innovations
En plus de son aspect pionnier dans l'histoire de l'architecture moderne en Afrique et d'être un symbole en étant l'un des premiers immeubles de cette hauteur sur le continent, sa conception fit preuve d'ingéniosité et d'innovation. En effet, par sa forme en V, son confort s'avère très élaboré. Une excellente orientation de la pointe du bâtiment vers le Sud permit notamment de mettre en place une réduction considérable des budgets de chauffage. Les pièces principales, toutes en façades et donnant sur la place, sont abritées des brises marines, souvent chargées d’humidité. 
L'immeuble disposa par ailleurs de vide-ordures particuliers aboutissant à des incinérateurs, avec gaines aseptisées.
Le Liberté fit en 1951 la couverture du numéro spécial de L'Architecture d'aujourd'hui consacré au Maroc.

## Galerie

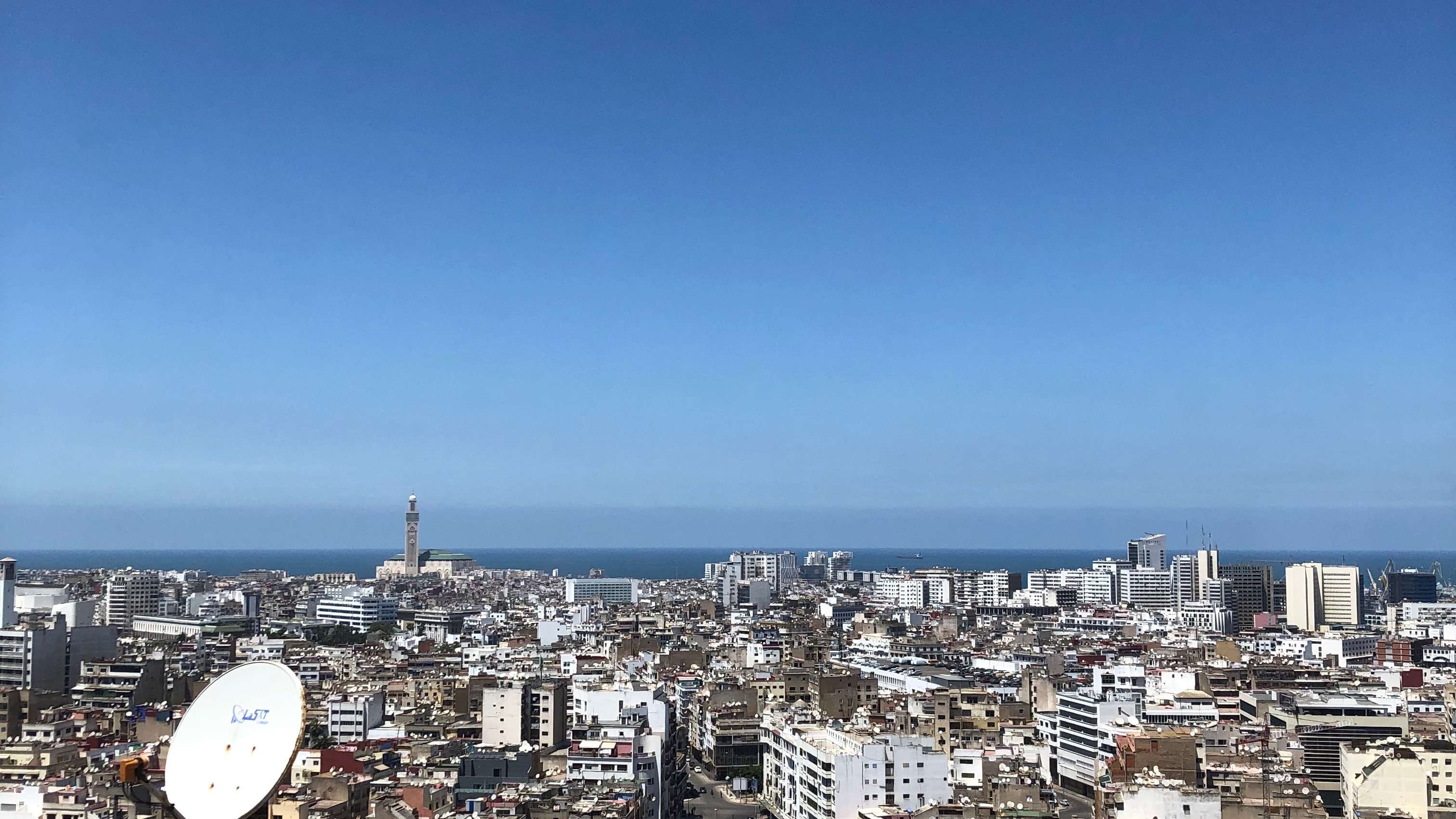
Vue du haut de l'immeuble Liberté.